# Passer rating
A passer rating (vagy irányító mutató) az amerikaifutballban az irányítók, illetve a játékosok teljesítményére használatos statisztikai adat. Két formulája létezik. Az egyiket hivatalosan az National Football League és a Canadian Football League használja, a másikat az egyetemi bajnokságokban használják. A passer rating értéke az irányítók által adott jó átadások, a passzolt yardok, a touchdownok és az interceptionök százalékos értékeiből értékéből áll össze.
A passer rating maximális értéke az NFL-ben 158,3 lehet. A passer rating maximális értéke az egyetemi bajnokságokban 1261,6 lehet.

## NFL & CFL
A számítás módja az NFL-ban (és a CFL-ben) passer rating az NCAA-ban használt képletnél több lépésből áll. Először a következő négy, különálló számítást kell elvégezni: jó átadások százaléka, a passzolt yardok kísérletenkénti átlaga, touchdown-passzok átlaga, interceptionök (eladott labdák) átlaga. Ha bármely érték 0-nál kisebb, akkor annak az eredményét 0-nak kell tekinteni. A maximális érték 2,375, ha a bármely érték ennél magasabb, akkor annak az eredményét 2,375-nek kell tekinteni. Emiatt a passer rating maximális értéke 158,3 lehet. A maximális értékhez a jó átadások arányának 77,5%-nak, a passzolt yardok kísérletenkénti átlagának 12,5-nek, touchdown-passzok átlagának 11,875-nek kell lennie és nem szabad eladott labdának (interception) lennie.
A négy különálló számítást a következők szerint kell elvégezni:
{\displaystyle a=\left({{\text{COMP}} \over {\text{ATT}}}-.3\right)\times 5}
{\displaystyle b=\left({{\text{YARDS}} \over {\text{ATT}}}-3\right)\times .25}
{\displaystyle c=\left({{\text{TD}} \over {\text{ATT}}}\right)\times 20}
{\displaystyle d=2,375-\left({{\text{INT}} \over {\text{ATT}}}\times 25\right)}
ahol
ATT = Az átadások száma
COMP = A jó átadások száma
YARDS = Passzolt yardok
TD = Touchdown passzok
INT = Interceptionök száma
A fenti számításokból kapott értékeket felhasználva, az alábbi formulába behelyettesítve kapjuk a passer rating értékét:
{\displaystyle {\text{Passer Rating}}_{\text{NFL}}=\left({mm(a)+mm(b)+mm(c)+mm(d) \over 6}\right)\times 100}

ahol {\displaystyle mm(x)={\text{max}}(0,{\text{min}}(x,2,375))}
Példa
1994-ben Steve Young 461 átadásából 324 volt jó, összesen 3969 yardot passzolt, 35 touchdown-passzt ért el és 10 eladott labdája (interception) volt.
1. Az első négy számítás:
a = (324 / 461 – 0,3) × 5 = 2,014
b = (3969 / 461 – 3) × 0,25 = 1,403
c = 35 / 461 × 0,2 = 1,518
d = 2,375 – (10 / 461 x 25) = 1,833
2. A kapott értékeket (a, b, c, d) össze kell adni:
2,014 + 1,403 + 1,518 + 1,833 = 6,768
3. A kapott értéket osztani kell 6-tal és szorozni kell 100-zal:
6,768 / 6 × 100 = 112,8
Steve Young passer rating értéke az 1994-es szezonban 112,8 volt.